# Тимбе
Тимбе (Timbe) — папуасский язык, на котором говорят в долине и притоках реки Тимбе округа Кабвум провинции Моробе в Папуа — Новой Гвинее. 60 % населения (женщины и пожилые люди) одноязычны. У тимбе есть центральный, северный и южный диалекты.